# موسیوند
موسیوندی، روستایی از توابع بخش بیرانوند شهرستان خرم‌آباد در استان لرستان کشور ایران است.
روستای موسیوندی (میسیونی)واقع دربیرانشهر(چغلوندی)بخش بیرانوند از توابع شهرستان خرم آباد استان لرستان طبق آمار وسر شماری که شده‌است در سال(1398)سال رونق وتولید
دارای 14خانوار که جمعیت ثابت آن 30نفر که کلا جمعیت متغیر آن 60نفر است.
روستای موسیوندی دارای مکان‌های زیبا وجالبی برای گردشگری است ودارای یک سد است که هم مکانی زیبا وتفریحی است ونیز برای محصولات کشاورزی استفاده میشود
واکثرا بیرانوند از طایفه پیرداده هستند